# Laozi
Lao Zi (Chinees: 老子), afkomstig uit (jiaxiang) Henan, Zhoukou, Lüyi (河南省周口市鹿邑县), was een Chinese filosoof, die meestal in de 6e eeuw v.Chr., tijdens de Periode van Lente en Herfst wordt geplaatst, 604 v.Chr. - 507 v.Chr. Hij is, volgens het taoïsme zelf, de belangrijkste stichter van het taoïsme. Mogelijk heeft hij later, in de 5e of 4e eeuw v.Chr. geleefd, tijdens de Periode van de Strijdende Staten. Het is ook mogelijk dat met Lao Zi twee of meer meesters worden aangeduid of een school van denken.
Laozi, Confucius en Gautama Boeddha zijn de drie heilige personen, San sheng of 三聖, van het taoïsme. Ze leefden ook min of meer in dezelfde tijd, in de 6e tot 4e eeuw v.Chr.

## Naam
Volgens de Chinese historicus Sima Qian, omstreeks 100 v.Chr., was de ware naam van Laozi 'Li Er'. Lao Zi's familienaam was dan Li 李 en zijn roepnaam was Er 耳. Tot deze bewering kwam hij na onderzoek van een stamboom van een familie Li uit Shandong die haar oorsprong herleidde tot Lao Zi. Deze bewering is historisch niet te bewijzen, maar de naam Li is zo met de gedaante Lao Zi verweven, dat de latere Tang-dynastie, die ook Li als familienaam had, Lao Zi als hun voorvader beschouwde. De naam Lao Zi is een samenstelling van 'lao', oud en 'zi', meester en betekent dus in feite Oude Meester. Hij staat ook wel bekend als Lao Dan. Met de Laozi wordt het aan Lao Zi toegeschreven boek, de Tao Te Ching of Dao De Jing bedoeld.

## Biografie
Sima Qian vermeldt dat Lao Zi, afkomstig uit de staat Chu, enige tijd als filosoof rondtrok, maar niemand tegenkwam die naar zijn waarheden wilde luisteren. Uiteindelijk gaf hij het op de mensen goede raad te geven en besloot hij de beschaafde wereld, in dit geval China, te verlaten. Aan de westgrens kwam Lao Zi een poortwachter, Guan Yin Zi, tegen, die hem wist over te halen zijn ideeën in elk geval op te (laten) schrijven, omdat het zonde zou zijn als die helemaal verloren zouden gaan. Lao Zi zou hierop de Tao Te Ching, het Boek van Weg en Deugd, een verzameling van 81 korte Chinese teksten, hebben laten samenstellen.
Het is waarschijnlijk dat de versie van de Tao Te Ching zoals wij die nu kennen niet door één auteur is geschreven, maar een verzameling is van uitspraken van Lao Zi, opgetekend na mondelinge overdracht door discipelen van Lao Zi zoals Guan Yin Zi. Volgens geleerden dateert het werk van de 3e eeuw v.Chr. Het is daarom waarschijnlijk dat het Lao Zi's oorspronkelijke ideeën maar deels weergeeft en er latere aanvullingen in opgenomen zijn die niet altijd bij de leer passen.
Een van de bronnen van Sima Qian is de Zhuangzi, zeker waar het gaat om de door hem beschreven befaamde ontmoeting tussen Confucius en Lao Zi, waarin Confucius de laatste omschrijft als een 'draak'. In de Zhuangzi en de Liezi staan veel verhalen over de ontmoetingen tussen Lao Zi/Lao Dan en zijn volgelingen en toehoorders, waaronder enkele malen Confucius.

## Status
Het idee van Lao Zi als wijze en meditatieleraar is de oudste visie, terug te vinden in de Tao Te Ching in die verzen waarin Lao Zi het over zichzelf of over de Wijze heeft. Ook in de Liezi en de Zhuangzi komt hij uitsluitend als mystieke leraar voor en zeker in de Zhuangzi wordt voor een Wijze elke bemoeienis met politiek sterk afgewezen. Kristofer Schipper wijst er in zijn vertaling van de Dao De Jing op dat Lao Zi toch vooral als meditatieleraar moet worden gezien. Twee onbekende, in de religieuze traditie van het taoïsme aan Lao Zi toegeschreven teksten, de Qing Jing Jing ('Zuivere Leegte en de Innerlijke Rust') en de Nei riyong jing ('Richtlijnen voor de Dagelijkse Meditatie'), gaan geheel over de Dao en meditatie. Deze teksten vertonen zo veel overeenkomsten met de Dao De Jing dat deze terecht aan de Oude Meester toegeschreven kunnen worden. In beide wordt geen enkele aandacht besteedt aan sociaal-politieke filosofie. Ook hedendaagse Meesters zoals Ramesh Balsekar, Deepak Chopra en Eckhart Tolle zien in Lao Zi een mysticus.
Door Sima Qian wordt Lao Zi gezien als filosoof. Deze visie wordt algemeen door de 'wetenschap' overgenomen, mede doordat in oude commentaren/versies van de Tao Te Ching zijn leer geïnterpreteerd wordt als sociale/politieke/moraalfilosofie. Vooral in de 'standaard'versie zoals opgetekend door de jonge geleerde Wang Bi (226-249 n.C.) komt deze vorm van filosofie sterk naar voren, hoewel Wang Bi zelf uitgaat van de mystieke achtergrond van de leer van Lao Zi.
De ‘vergoddelijking’ van Lao Zi stamt uit de 2e eeuw n.C., met de opkomst van de religieuze taoïstische lijn van de “Hemelse Meesters”. De Tao wordt dan gezien als een goddelijke realiteit en Lao Zi als een belangrijke personificatie ervan. Volgens zeggen van ene Zhang (Dao) Ling verscheen hij in het jaar 142 n.C bij deze als een onsterfelijke godheid, als Laojun, met de boodschap de decadente wereld van toen te bevrijden en een nieuwe gemeenschap van 'verkozenen' te stichten. Zijn zoon Zhang Heng en kleinzoon Zhang Lu volgden Zhang Ling op als “Hemelse Meester”; Zhang Lu schreef rond 200 n.C een commentaar op de Tao Te Ching, het Xiang'er commentaar.
Mystiek, verlichting als 'eenwording met de Tao' en meditatie zijn in het religieuze taoïsme belangrijk, zoals blijkt uit de bovengenoemde Qing Jing Jing en Nei riyong Jing. Opvallend is dat in oorsprong zowel de filosofische visie als de religieuze visie zich baseren op de mystieke inhoud van de leer van Lao Zi in de Tao Te Ching.

## Filosofie
Hoewel nu aangenomen wordt dat Lao Zi zelf geen geschriften op papier heeft gezet, worden er naast de Tao Te Ching/Daodejing nog een aantal werken (deels) aan hem toegeschreven, zoals de Wenzi en de Hua Hu Jing. Deze werken bevatten in elk geval een aantal uitspraken die van Lao Zi kunnen zijn. In het religieuze taoïsme zijn er een behoorlijk aantal geschriften die aan Lao Zi als "Taishang Laojun" worden toegekend. Twee daarvan zijn de Qing Jing Jing en de Nei riyong jing; beide zijn opgenomen in "Mediteren met Lao Zi".
Lao Zi was zich bewust van de tegenstellingen in de dingen, die telkens in een eeuwig transformatieproces terugkeren. Zodra het goede of de schoonheid wordt aangenomen is het slechte en de lelijkheid ook al aanwezig. Elke handeling, die zich op het goede of de schoonheid richt, is dus al bij voorbaat contraproductief. Het hoogste goed is daarom als water, dat alle ruimten vult zonder onderscheid te maken. Veranderingen vinden niet op een progressieve wijze plaats, maar in een constante cyclus. Streven is daarom volgens Lao Zi bij voorbaat zinloos. Een Wijze "zou moeten handelen zonder ergens naar te streven", het principe van wu wei.